# 奧斯曼哲克

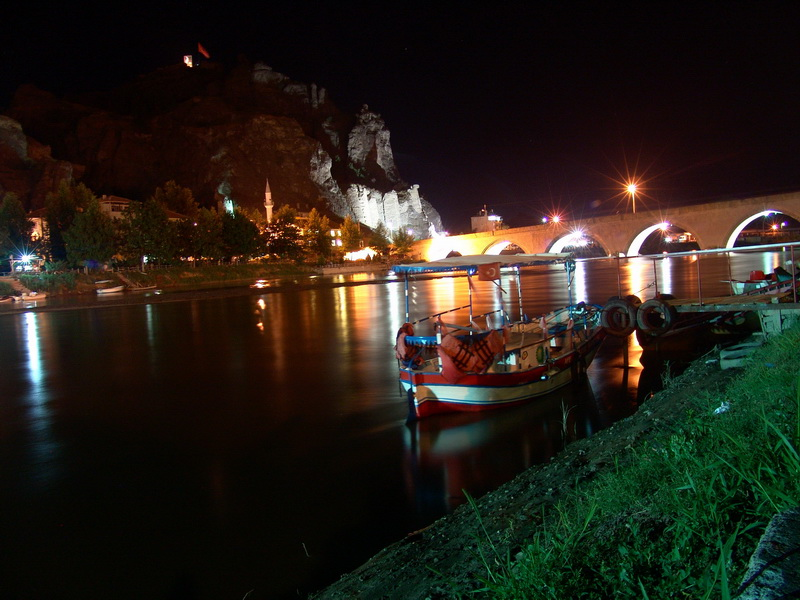

奧斯曼哲克（土耳其語：Osmancık）是土耳其的城鎮，由喬魯姆省負責管轄，位於該國北部，距離首府喬魯姆59公里，主要經濟活動是種植稻米，2008年人口24,678。

## 名稱
鄂圖曼語中此城名稱寫作。

## 外部連結
- District governor's official website （页面存档备份，存于）
- District municipality's official website （页面存档备份，存于）
- Osmancikgundem.com - City News Portal （页面存档备份，存于）
- Osmancık Haber - Weekly Local Newspaper （页面存档备份，存于）
- Osmancık - Weekly Local Newspaper （页面存档备份，存于）

40°58′00″N 34°48′00″E / 40.9667°N 34.8°E